# Steffen Skår Størseth
Steffen Skår Størseth, född den 26 april 1975 i Stavanger i Norge, är en norsk roddare.
Han tog OS-silver i dubbelsculler i samband med de olympiska roddtävlingarna 1996 i Atlanta.